# تيد غيلين
تيد غيلين (بالإنجليزية: Ted Gillen)‏ هو لاعب كرة قدم ومدرب كرة قدم أمريكي، ولد في 16 أغسطس 1968 في كيرني في الولايات المتحدة. شارك مع منتخب الولايات المتحدة لكرة القدم. أما مع النوادي، فقد لعب مع نادي غوادالاخارا ونيويورك ريد بولز.

## وصلات خارجية
- تيد غيلين على موقع الدوري الأمريكي (الإنجليزية)
- تيد غيلين على موقع قاعدة بيانات كرة القدم.إي يو (الإنجليزية)